# Сурдучел
Сурдучел (рум. Surducel) — село у повіті Біхор в Румунії. Входить до складу комуни Вирчорог.
Село розташоване на відстані 402 км на північний захід від Бухареста, 35 км на південний схід від Ораді, 97 км на захід від Клуж-Напоки.

## Населення
За даними перепису населення 2002 року у селі проживали 27 осіб, усі — румуни. Усі жителі села рідною мовою назвали румунську.